# تپه کوزره

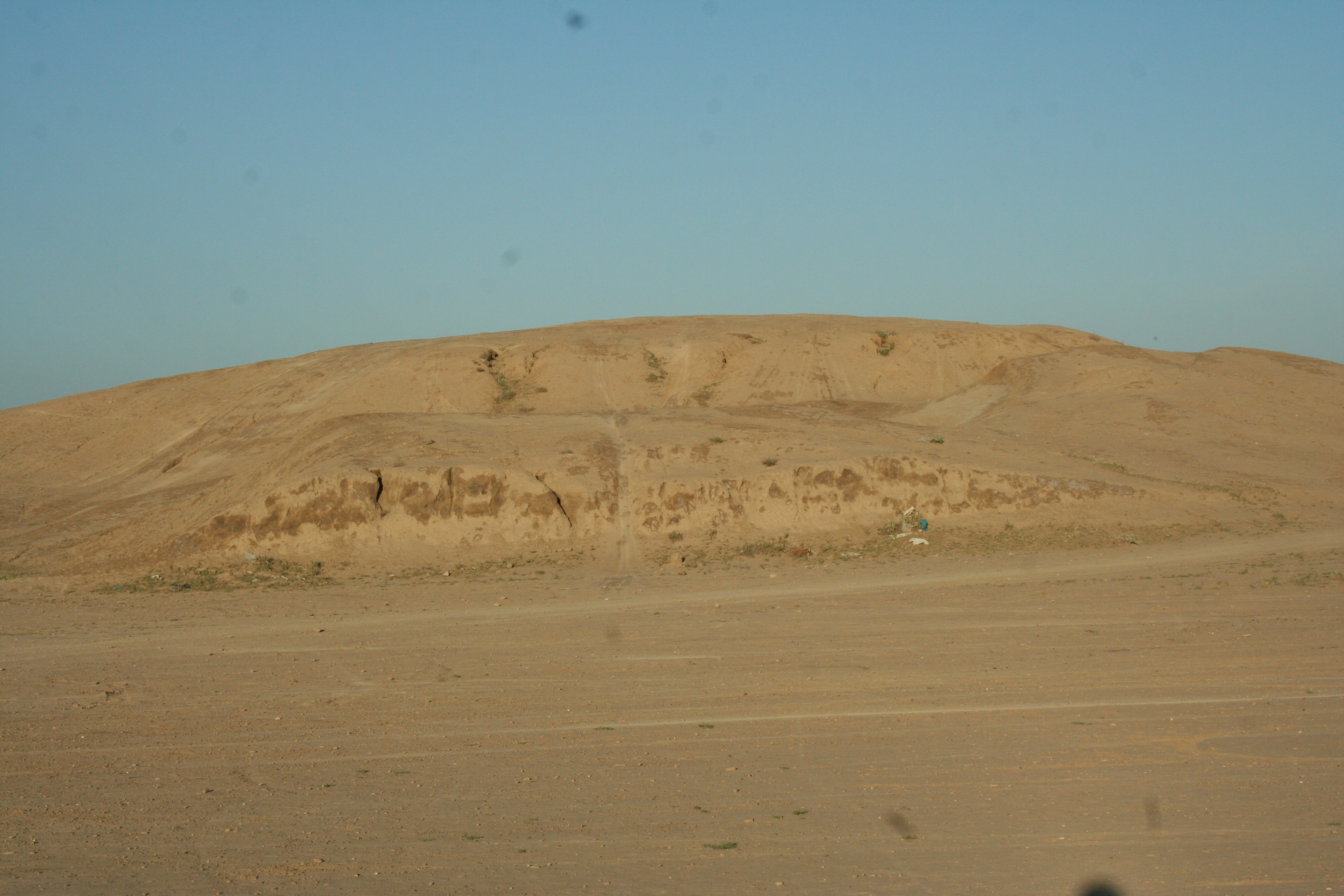
تپه باستانی روستای کوزره

تپه کوزره مربوط به هزاره اول قبل از میلاد - سده‌های میانه دوران‌های تاریخی پس از اسلام است و در شهرستان همدان، بخش شراء، دهستان شور دشت، روستای کوزره واقع شده و این اثر در تاریخ ۱۸ اسفند ۱۳۸۷ با شمارهٔ ثبت ۲۵۱۷۰ به‌عنوان یکی از آثار ملی ایران به ثبت رسیده است.